# Diocesi di Vertara
La diocesi di Vertara (in latino Dioecesis Vertarensis) è una sede soppressa e sede titolare della Chiesa cattolica.

## Storia
Vertara, nella regione di Srâa Ouartane nell'odierna Tunisia, è un'antica sede episcopale della provincia romana dell'Africa Proconsolare, suffraganea dell'arcidiocesi di Cartagine.
A questa diocesi viene attribuito Vitale, episcopus Vertarensis Africae, che assistette al concilio di Sardica nel 343/344 e che sottoscrisse la lettera di Atanasio di Alessandria alle Chiese della Mareotide in Egitto. La quasi omonimia tra la Ecclesia Vertarensis e la Ecclesia Vartanensis o Bartanensis ha portato molti autori ha identificare le due sedi e il loro sito archeologico, e ad accomunare tutti i vescovi in un'unica cronotassi.
Dal 1989 Vertara è annoverata tra le sedi vescovili titolari della Chiesa cattolica; dal 17 ottobre 2023 il vescovo titolare è Emmanuel Tois, vescovo ausiliare di Parigi.

## Cronotassi

### Vescovi residenti
- Vitale † (menzionato nel 343/344)

### Vescovi titolari
- Julián Herranz Casado (15 dicembre 1990 - 21 ottobre 2003 nominato cardinale diacono di Sant'Eugenio)
- John Michael Miller, C.S.B. (25 novembre 2003 - 1º giugno 2007 nominato arcivescovo coadiutore di Vancouver)
- Cástor Oswaldo Azuaje Pérez, O.C.D. † (30 giugno 2007 - 3 aprile 2012 nominato vescovo di Trujillo)
- Marcony Vinícius Ferreira (19 febbraio 2014 - 12 marzo 2022 nominato ordinario militare in Brasile)
- Emmanuel Tois, dal 17 ottobre 2023